# Liste des as italiens de la Première Guerre mondiale

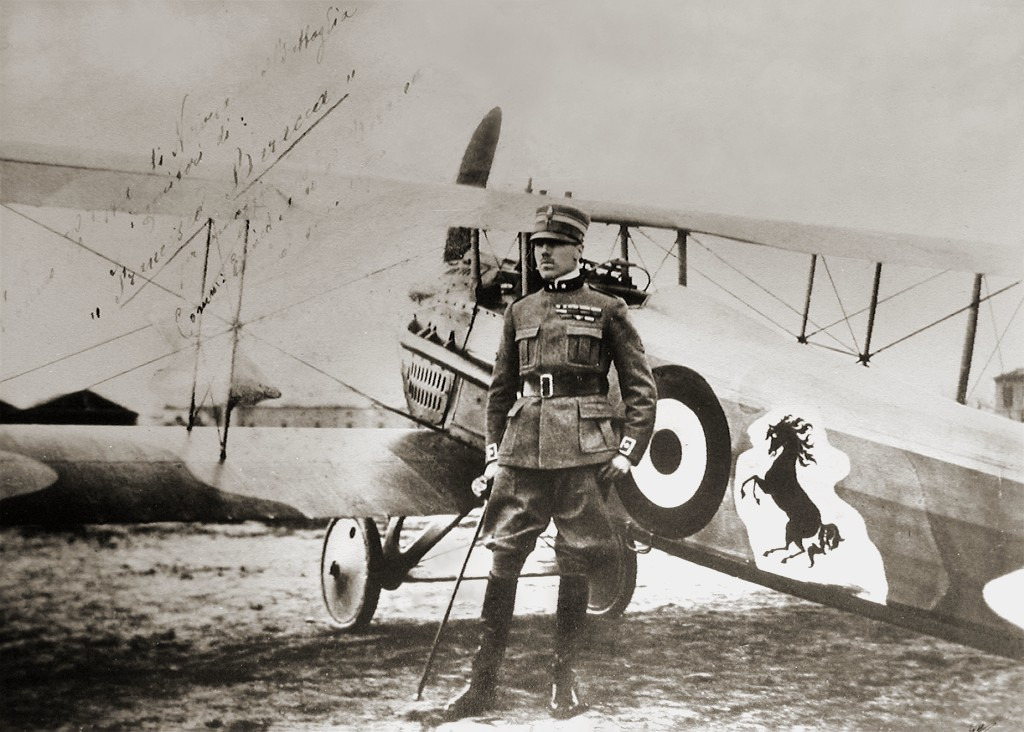
Francesco Baracca, l'as italien le plus victorieux de la guerre, en 1918.

Cette liste des as italiens de la Première Guerre mondiale contient les noms d'aviateurs de nationalité italienne ou originaires d'Italie ayant combattu lors de la Première Guerre mondiale et ayant obtenu le statut d'as selon les règles en vigueur dans l'armée italienne (l'armée de l'air n'étant séparée de l'armée de terre qu'en 1923).

## Normes des victoires aériennes
Pour qu'une victoire soit créditée à un pilote italien il faut que :
1. L'avion ennemi tombe en territoire sous contrôle italien avec confirmation, ou,
2. d'autres pilotes et/ou observateurs au sol des puissances alliées confirment indépendamment la destruction de l'ennemi[1].

Les victoires peuvent être partagées, plusieurs pilotes et/ou mitrailleurs recevant tout le crédit d'une victoire. Le système codifié en juin 1918 par l'as Pier Piccio (alors inspecteur des unités de chasse) dans l'Istruzione provvisoria di impiego delle Squadriglie da Caccia (Instruction provisoire pour l'utilisation des escadrons de chasse) exige au moins deux confirmations provenant de l'artillerie, de ballons ou d'observateurs de première ligne.
En janvier 1919, le service de renseignement du Commando Generale di Aeronautica (Commandement général de l'aéronautique) établit à la hâte une liste des pilotes ayant remporté des victoires aériennes pendant la guerre. Celle-ci s'achève en novembre 1918 et les critères d'évaluation ne sont pas connus, ce qui laisse planer un doute sur les totaux définitifs.

## Liste par nombre de victoires
| Nom du pilote             | Victoires | Remarques | Sources |
| Francesco Baracca†        | 34        | Tué le 19 juin 1918. | ,       |
| Silvio Scaroni            | 26        | | ,       |
| Pier Ruggero Piccio       | 24        | | ,       |
| Flavio Baracchini (en),   | 21        | | ,       |
| Fulco Ruffo di Calabria   | 20        | | ,       |
| Marziale Cerutti (en)     | 17        | | ,       |
| Ferruccio Ranza (en)      | 17        | | ,       |
| Luigi Olivari (en)†       | 12        | Tué le 13 octobre 1917. | ,       |
| Giovanni Ancillotto (en)  | 11        | | ,       |
| Antonio Reali (en)        | 11        | | ,       |
| Flaminio Avet (en)        | 8         | | ,       |
| Ernesto Cabruna (en)      | 8         | | ,       |
| Alvaro Leonardi (en)      | 8         | | ,       |
| Carlo Lombardi (en)       | 8         | | ,       |
| Giovanni Nicelli (en)†    | 8         | Tué le 5 mai 1918. | ,       |
| Gastone Novelli (en)      | 8         | | ,       |
| Leopoldo Eleuteri (en)    | 7         | | ,       |
| Guglielmo Fornagiari (en) | 7         | | ,       |
| Mario Fucini (en)         | 7         | | ,       |
| Orazio Pierozzi (en)      | 7         | | ,       |
| Cosimo Rennella (en)      | 7         | Né en Italie en 1890, ses parents émigrent en 1892 en Équateur. Dans son pays d'accueil, il est un pionnier de l'aviation, civile comme militaire. Il revient en Italie pour combattre lorsqu'elle s'engage dans la guerre. | ,       |
| Antonio Riva              | 7         | Né en Chine, il revient s'engager dans l'armée italienne au début de la guerre, comme Cosimo Rennella. Il retourne plus tard en Chine et est exécuté en 1951 pour avoir tenté d'assassiner Mao Zedong.                      | ,       |
| Aldo Bocchese (en)        | 6         | | ,       |
| Antonio Chiri (en)        | 6         | | ,       |
| Bartolomeo Costantini     | 6         | | ,       |
| Attilio Imolesi (en)†     | 6         | Meurt de ses blessures le 11 mars 1918. | ,       |
| Cesare Magistrini (en)    | 6         | | ,       |
| Guido Nardini (en)        | 6         | | ,       |
| Luigi Olivari (en)†       | 6         | Tué dans un accident le 13 octobre 1917. | ,       |
| Giorgio Pessi (en)        | 6         | Naît à Trieste, alors en Autriche-Hongrie. Il fuit vers Venise en janvier 1915, pour s'engager dans l'armée italienne contre son pays de naissance.                                                                         | ,       |
| Cosimo Rizzotto (en)      | 6         | | ,       |
| Mario Stoppani            | 6         | | ,       |
| Romolo Ticconi (en)       | 6         | | ,       |
| Michele Allasia (en)†     | 5         | Tué dans un accident le 20 juillet 1918. | ,       |
| Antonio Amantea (en)      | 5         | Dernier as italien de la Première Guerre mondiale. Il meurt en 1983. | ,       |
| Sebastiano Bedendo (en)   | 5         | | ,       |
| Alessandro Buzio (en)     | 5         | | ,       |
| Umberto Calvello (en)     | 5         | | ,       |
| Giulio Lega (en)          | 5         | | ,       |
| Federico Martinengo (en)  | 5         | | ,       |
| Guido Masiero (en)        | 5         | | ,       |
| Amedeo Mecozzi (en)       | 5         | | ,       |
| Giorgio Michetti (en)     | 5         | | ,       |
| Alessandro Resch (en)     | 5         | | ,       |
| Giovanni Sabelli (en)†    | 5         | Tué le 25 octobre 1917. | ,       |